# Buddy Montgomery
Charles „Buddy“ Montgomery (* 30. Januar 1930 in Indianapolis, Indiana; † 14. Mai 2009 in Palmdale, Kalifornien) war ein amerikanischer Vibraphonist, Komponist und Pianist des Modern Jazz.

## Leben und Wirken
Buddy Montgomery war der Bruder von Monk und Wes Montgomery. Er spielte zunächst Klavier in lokalen Bands, u. a. mit Slide Hampton. 1954 hatte er in der US-Army ein eigenes Quartett. Zusammen mit Ray Johnson leitete er von 1955 bis 1957 das Montgomery-Johnson-Quintet. 1957 begann er sich mit dem Vibraphon zu beschäftigen und gründete im gleichen Jahr mit seinem Bruder Monk, dem Pianisten Richie Crabtree und dem Schlagzeuger Benny Barth in San Francisco die Formation Mastersounds, die aber relativ erfolglos blieben. 1960 ging er kurz zu Miles Davis, danach stellte er mit Monk und Wes das Montgomery Brothers Quartet zusammen und trat mit ihnen 1961 auf dem Monterey Jazz Festival auf. Anschließend arbeitete er als Alleinunterhalter und Gesangsbegleiter, versuchte 1965 ein Comeback der Mastersounds und nahm 1968 mit Wes Montgomery und den Montgomery Brothers am Berkeley Jazz Festival teil. Bis zu Wes’ Tod im selben Jahr tourten sie als Trio.
In den 1970er Jahren leitete er ein eigenes Trio, betätigte sich aber vorwiegend als Manager, gab Musikunterricht in kommunalen Einrichtungen in Oakland und Milwaukee. Dort engagiert er sich u. a. für Gefängniskonzerte oder Jugendprogramme und war in zahlreichen Lehrtätigkeiten aktiv. In den späten 1980er Jahren kehrte er auf die Jazzszene zurück, als ihn Orrin Keepnews für zwei Sessions auf dem Landmark-Jazzlabel gewann. Außerdem entstanden in dieser Zeit Aufnahmen mit Charlie Rouse, David Fathead Newman und Bobby Hutcherson.
Sein Spiel auf dem Vibraphon stand in der Tradition Milt Jacksons, jedoch mit einem weicheren und mehr lyrischen Touch. Als Pianist vertrat er wie Hank Jones die lyrische Linie der Tradition nach Bud Powell.

## Diskografie

### Als Leader
- Swinging with the Mastersounds (Fantasy/OJC, 1960)
- A Date with the Mastersounds (Fantasy/OJC, 1961)
- Ties of Love (Landmark, 1986) mit Claudio Roditi, Eddie Harris, Ron Carter, Billy Higgins
- So Why Not? (Landmark, 1988), mit David Fathead Newman, Warren Gale, Jim Nichols, Jeff Chambers, Ron Carter, Ralph Penland, Willie Colón
- Live at Mayback Recital Hall (Concord, 1991) solo

### Als Sideman
- Bobby Hutcherson: Cruisin’ the Bird (Landmark, 1988)
- George Shearing with the Montgomery Brothers: A Date with the Montgomery Brothers
- Montgomery Brothers: Groove Brothers (Milestone, 1961), Encores (Milestone, 190-63)
- Wes Montgomery: Echoes of Indiana Avenue (1957/58, ed. 2012), Wes & Friends (Milestone, 1961)
- Charlie Rouse: Epistrophy (Landmark, 1988)